# Сизе ла Мадлен
Сизе ла Мадлен (фр. Cizay-la-Madeleine) је насеље и општина у западној Француској у региону Лоара, у департману Мен и Лоара која припада префектури Сомир.
По подацима из 2011. године у општини је живело 506 становника, а густина насељености је износила 26,23 становника/km². Општина се простире на површини од 19,29 km². Налази се на средњој надморској висини од 74 метара (максималној 109 m, а минималној 39 m).

## Демографија
| 1962. | 1968. | 1975. | 1982. | 1990. | 1999. | 2011. |
| ----- | ----- | ----- | ----- | ----- | ----- | ----- |
| 423   | 445   | 406   | 400   | 400   | 412   | 506   |

График промене броја становника у току последњих година